# Oedothorax
Oedothorax är ett släkte av spindlar som beskrevs av Philipp Bertkau 1883. 
Oedothorax ingår i familjen täckvävarspindlar.

## Dottertaxa tillOedothorax, i alfabetisk ordning[1][2]
- Oedothorax agrestis
- Oedothorax alascensis
- Oedothorax angelus
- Oedothorax annulatus
- Oedothorax apicatus
- Oedothorax asocialis
- Oedothorax assuetus
- Oedothorax banksi
- Oedothorax brevipalpus
- Oedothorax caporiaccoi
- Oedothorax cascadeus
- Oedothorax clypeellum
- Oedothorax collinus
- Oedothorax coronatus
- Oedothorax dismodicoides
- Oedothorax elongatus
- Oedothorax esyunini
- Oedothorax falcifer
- Oedothorax fuegianus
- Oedothorax fuscus
- Oedothorax gibbifer
- Oedothorax gibbosus
- Oedothorax globiceps
- Oedothorax hirsutus
- Oedothorax holmi
- Oedothorax howardi
- Oedothorax hulongensis
- Oedothorax insignis
- Oedothorax insulanus
- Oedothorax japonicus
- Oedothorax latitibialis
- Oedothorax legrandi
- Oedothorax limatus
- Oedothorax lineatus
- Oedothorax longiductus
- Oedothorax lucidus
- Oedothorax macrophthalmus
- Oedothorax malearmatus
- Oedothorax maximus
- Oedothorax meridionalis
- Oedothorax modestus
- Oedothorax mongolensis
- Oedothorax monoceros
- Oedothorax montifer
- Oedothorax muscicola
- Oedothorax nazareti
- Oedothorax pallidus
- Oedothorax paludigena
- Oedothorax pilosus
- Oedothorax retusus
- Oedothorax savigniformis
- Oedothorax seminolus
- Oedothorax sexmaculatus
- Oedothorax sexoculatus
- Oedothorax sexoculorum
- Oedothorax simplicithorax
- Oedothorax subniger
- Oedothorax tener
- Oedothorax tholusus
- Oedothorax tingitanus
- Oedothorax trilineatus
- Oedothorax trilobatus
- Oedothorax unicolor
- Oedothorax usitatus
- Oedothorax vilis